# Zazie Beetz
Zazie Olivia Beetz (Berlijn, 1991) is een Duits-Amerikaans actrice.

## Biografie
Zazie Beetz werd geboren in Berlijn als kind van een Duits meubelmaker en een Afro-Amerikaans maatschappelijk werkster. Beetz was reeds op jonge leeftijd geïnteresseerd in theater en groeide op in Manhattan en Berlin-Charlottenburg en spreekt zowel Duits als Engels. Ze studeerde aan de Harlem School of the Arts en LaGuardia Arts Highschool, en volgde studies Frans aan het Skidmore College waar ze in 2013 afstudeerde.
Na enkele kleine rollen kreeg ze in 2016 haar eerste grote rol te pakken in de televisieserie Atlanta, gevolgd door een rol in de Netflix-anthologieserie Easy en in 2018 als Domino, superheld van de X-Force in de film Deadpool 2 en daarna speelde ze Sophie Dumond in de film Joker.

## Filmografie

### Films
- 2013: The Crocotta (korte film)
- 2014: Beasts (korte film)
- 2014: Wounds
- 2015: 5th & Palisade (korte film)
- 2015: Double Bind (korte film)
- 2015: Applesauce
- 2015: James White
- 2016: MBFF: Man’s Best Friend Forever (korte film)
- 2016: Wolves
- 2017: Finding Her
- 2017: Geostorm
- 2017: Houseplants (korte film)
- 2017: Sollers Point
- 2018: Dead Pigs
- 2018: Deadpool 2
- 2018: Slice
- 2019: High Flying Bird
- 2019: Joker
- 2019: Lucy in the Sky
- 2019: Seberg
- 2019: Wounds
- 2020: Nine Days
- 2020: Still Here
- 2021: Extinct
- 2021: The Harder They Fall (Netflix)
- 2022: The Bad Guys (stem)
- 2022: Bullet Train
- 2024: Joker: Folie à Deux

### Televisie
- 2016: Margot vs. Lily (miniserie)
- 2016-2017: Easy  (televisieserie, 4 afleveringen)
- 2016-2022: Atlanta (televisieserie, 15 afleveringen)
- 2020: Robot Chicken (animatieserie, aflevering 10x12, stemrol)
- 2020: Acting for a Cause (televisieserie, aflevering 3x02)
- 2020: Princess Bride (miniserie, 2 afleveringen)
- 2021: Invincible (animatieserie, stemrol)
- 2023: Black Mirror